# بنبلونة
بنبلونة أو بمبلونة (بالإسبانية: Pamplona) هي مدينة تقع في شمال إسبانيا، وهي عاصمة منطقة نبرة.
تجتذب مسابقات الثيران التي تنظم تكريماً لراعي مدينة بمبلونة الراهب فيرمين نحو مليوني زائر إلى المدينة، اشتهرت مسابقات الثيران من خلال رواية للكاتب إرنست همينغواي عام 1926. مع كل صباح تطلق الثيران في شوارع بمبلونة المكسوة بالحجارة في سباق طوله 825 مترا وحتى حلبة المصارعة حيث تقام مصارعة الثيران كل مساء. ويزيد الازدحام الشديد خلال السباق الخطر على المشاركين والمتفرجين.

## السكان
بلغ عدد سكان مدينة بنبلونة 197.932 نسمة عام 2011 (وفقاً للمعهد الوطني للإحصاء الإسباني).
| 166.279 | 180.483 | 189.364 | 193.328 | 194.894 | 198.491 | 197.932 | 205.762 |

## معرض صور

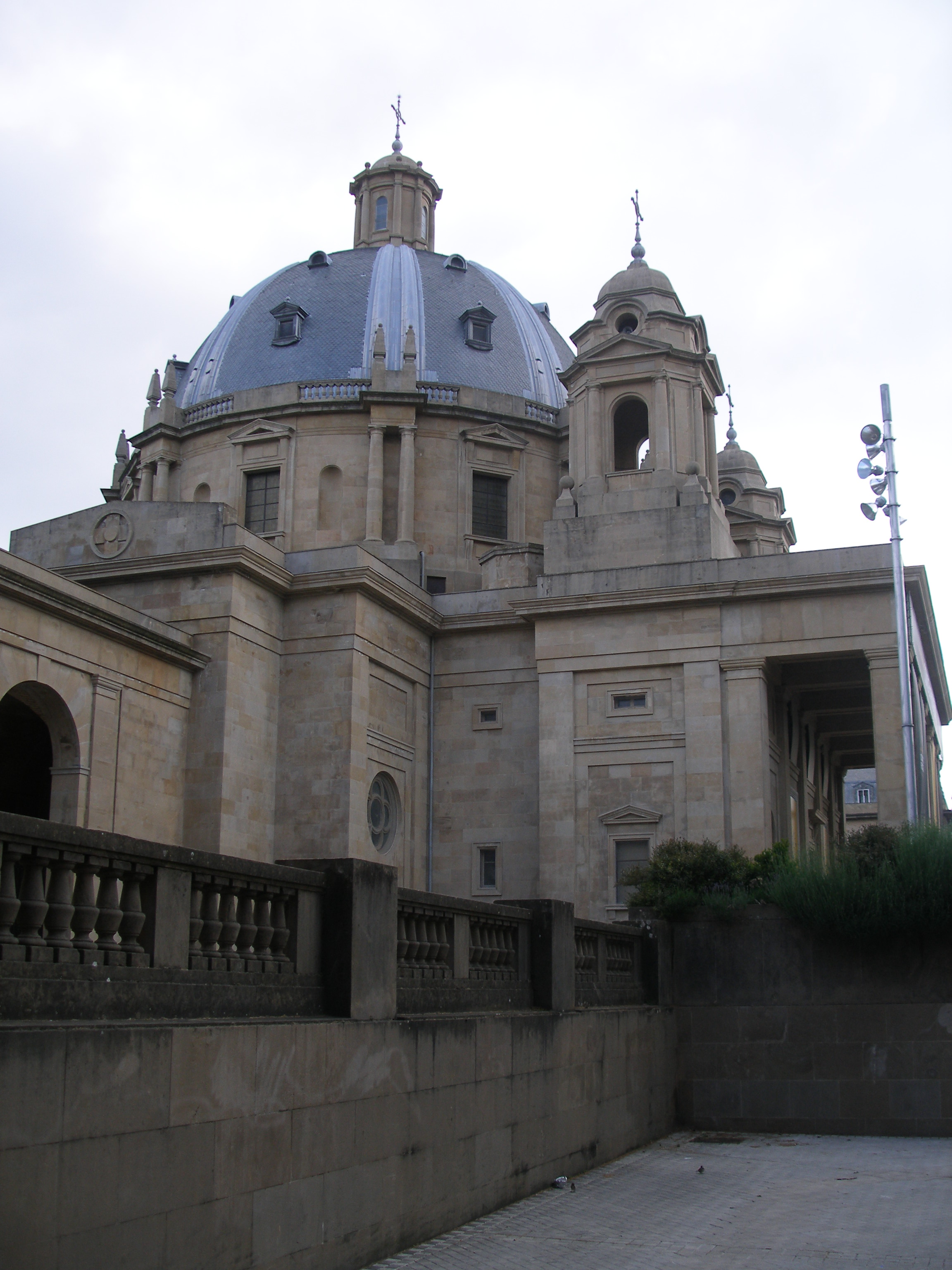
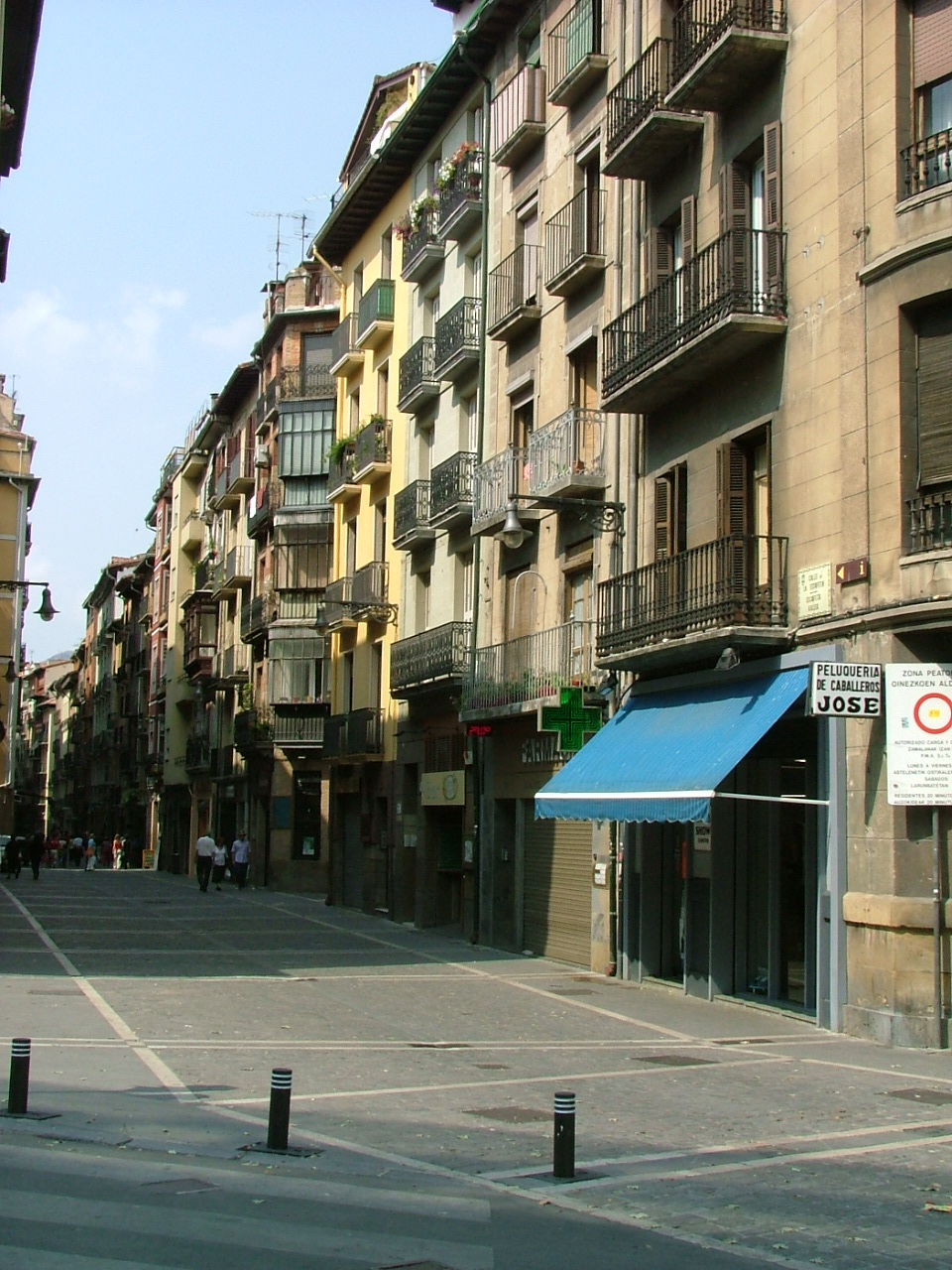
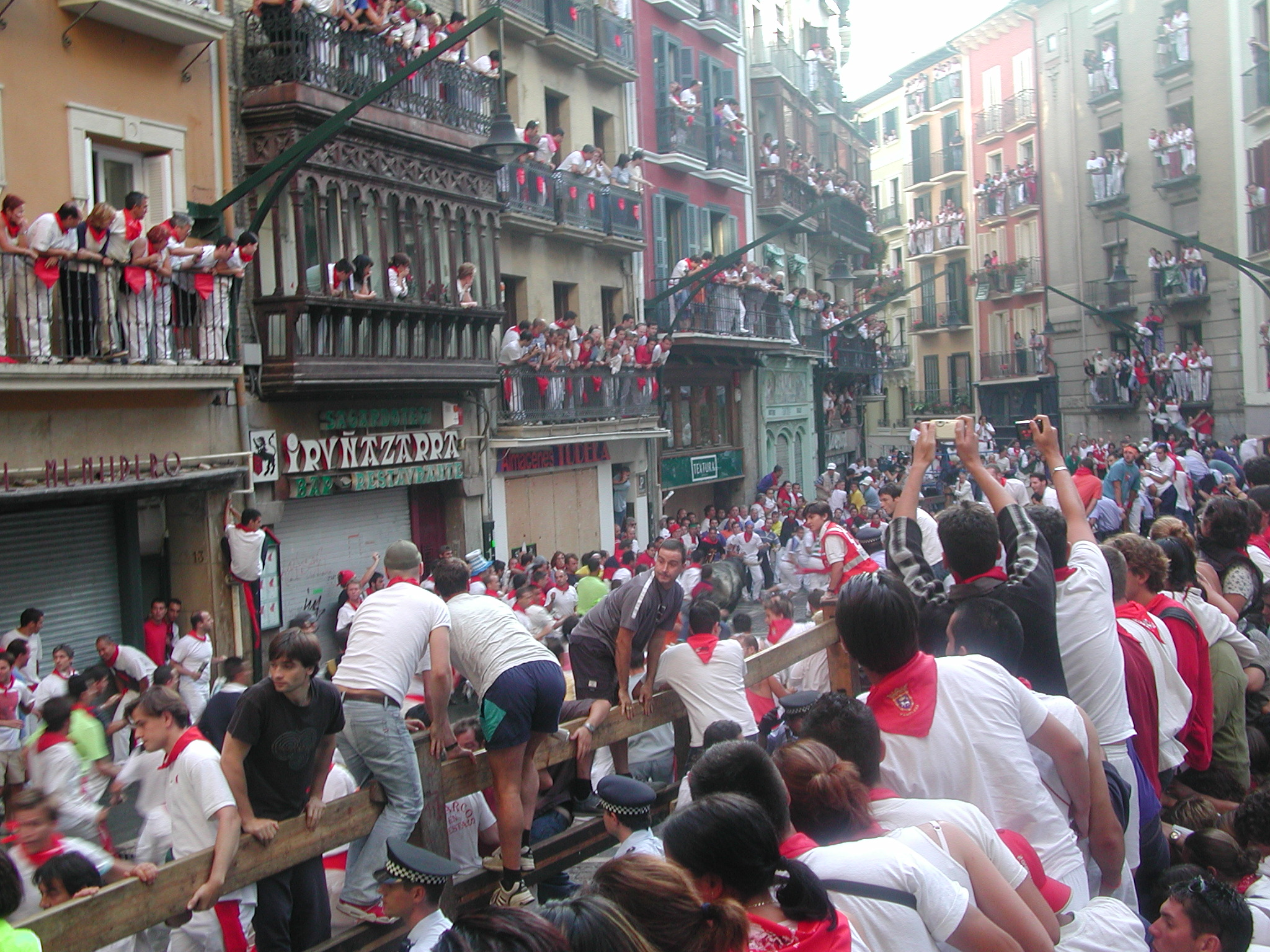
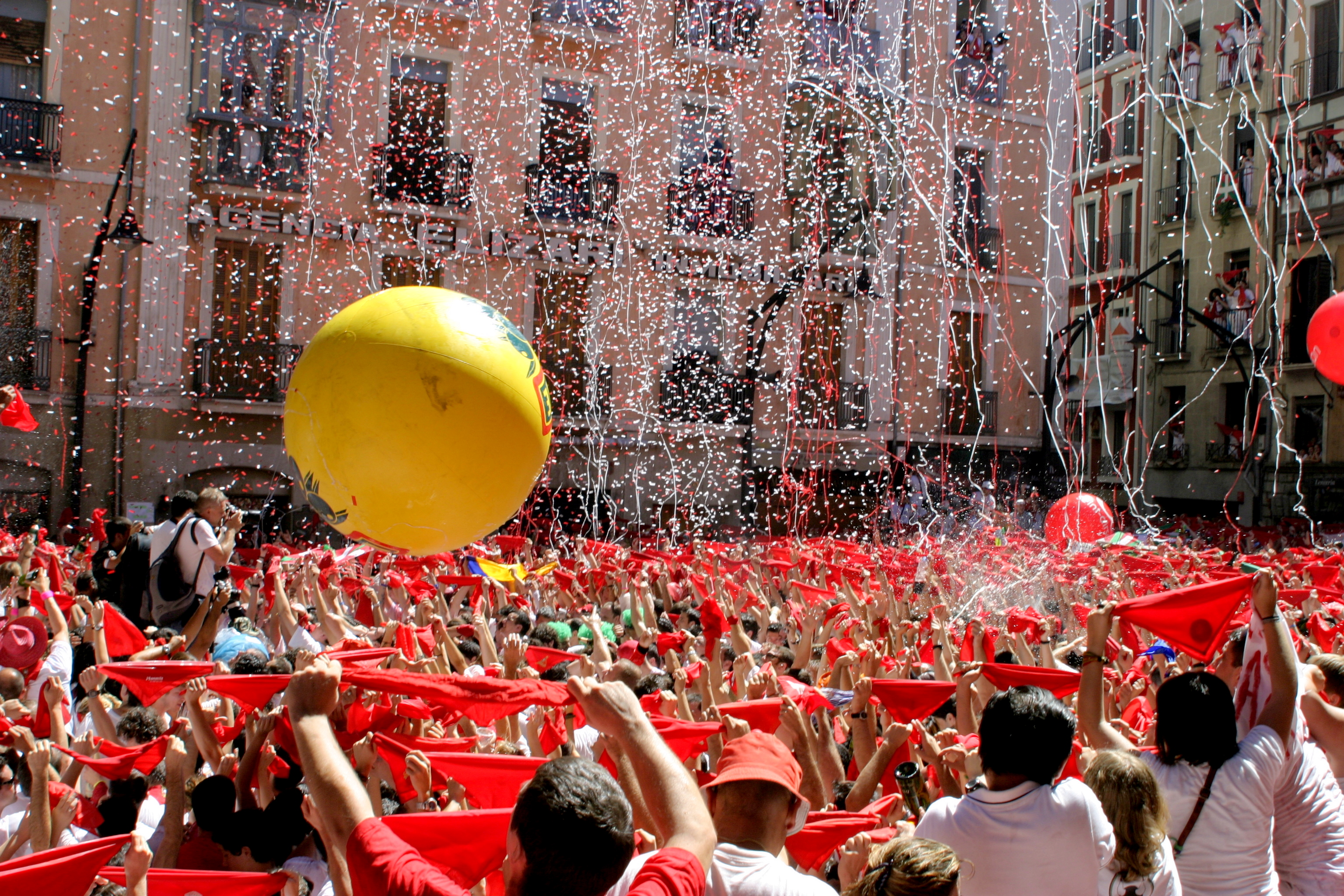

## توأمة
لبنبلونة اتفاقيات توأمة مع كل من:
- بادربورن (1992 - )
- ياماغوتشي
- بيونة
- تورون
- بامبلونا [الإنجليزية]‏

## أعلام
- ناتشو مونريال
- ماريانو أرتيغاس
- أوقستو بيريز غارمنديا
- ميكل سان خوسيه
- خوسيه سانشيز ماركو
- شارل الثاني ملك نافارا
- يون أندوني غويكوتشيا
- فيرناندو سيرينا
- إغناسيو زوكو
- فرناندو يورينتي
- مانويل ألمونيا